# Massegros Causses Gorges
Massegros Causses Gorges é uma comuna francesa na região administrativa da Occitânia, no departamento de Lozère. Estende-se por uma área de 159.36 km², e possui 975 habitantes, segundo o censo de 2018, com uma densidade de 6.1 hab/km².
Foi criada, em 1 de janeiro de 2017, a partir da fusão das antigas comunas de Le Massegros, Le Recoux, Saint-Georges-de-Lévéjac, Saint-Rome-de-Dolan e Les Vignes.